# Anatol Nowicki
Anatol Nowicki (ur. 1951) – polski fizyk,  dr hab., profesor nadzwyczajny Instytutu Fizyki i dziekan Wydziału Fizyki i Astronomii Uniwersytetu Zielonogórskiego.

## Życiorys
W 1973 ukończył studia fizyczne na Uniwersytecie Wrocławskim. Obronił pracę doktorską, następnie uzyskał stopień doktora habilitowanego. Otrzymał nominację profesorską. Objął funkcję profesora nadzwyczajnego w Instytucie Fizyki, oraz dziekana na Wydziale Fizyki i Astronomii Uniwersytetu Zielonogórskiego.
Był członkiem Komitetu Fizyki na III Wydziale Nauk Ścisłych i Nauk o Ziemi Polskiej Akademii Nauk.